# Arnold Lambrecht
Arnold Lambrecht (* 29. Mai 1903 in Berlin; † angeblich gefallen zwischen 1941 und 1945) war ein deutscher Arzt und SS-Hauptsturmführer.

## Laufbahn
Lambrecht trat zum 1. November 1931 der NSDAP (Mitgliedsnummer 690.976) und im selben Jahr der SA bei. 1933 wurde er Mitglied der SS (SS-Nummer 151.129). Ab August 1940 war Lambrecht Leiter der Abteilung für Gesundheitswesen im Distrikt Warschau. Im April 1941 wurde er Mitglied der 6. SS-Gebirgs-Division „Nord“.
Angeblich starb Lambrecht während des Krieges zwischen 1941 und 1945.